# Rusenii Noi, Iași
Rusenii Noi este un sat în comuna Holboca din județul Iași, Moldova, România.